# Eisdorf
Eisdorf este o comună din landul Saxonia Inferioară, Germania.